# 霍恩费尔斯
霍恩费尔斯是德国巴登-符腾堡州的一个市镇。总面积30.50平方公里，总人口1990人，其中男性1001人，女性989人（2011年12月31日），人口密度65人/平方公里。